# NGC 1013
NGC 1013 è una piccola e lontana galassia lenticolare situata nella costellazione della Balena, a una distanza di circa 387 milioni di anni luce dalla nostra Via Lattea.

## Scoperta
La galassia è stata scoperta il 29 settembre 1886 dall'astronomo statunitense Lewis Swift.